# Seres 3
La Seres 3 est un SUV 100 % électrique du constructeur automobile chinois Seres, développé en collaboration avec DFSK, la coentreprise réunissant Sokon Automobile et le conglomérat étatique Dongfeng. Pour l'heure, il s'agit de la version destinée à l'exportation du Ruichi S513 vendu en Chine. 

## Présentation
Le Seres 3 est le premier modèle du groupe Dongfeng à être commercialisé en France métropolitaine. Il est diffusé par un importateur: SN Distribution

## Caractéristiques techniques

### Motorisations
Le SUV est doté d'un moteur électrique de 120 kW (163 ch) et 300 N m de couple placé à l'avant du véhicule, la 3 restant une simple traction.

### Batterie
La Seres 3 est équipée d'une batterie lithium NMC d'une capacité de 52 kWh lui autorisant une autonomie maximale de 405 km en cycle NEDC et 330 km en cycle WLTP.

## Finitions
Finitions disponibles en France au lancement :
- Confort
- Luxury